# 山本康夫
山本 康夫（やまもと やすお、1902年10月27日 - 1983年5月30日）は、広島県で活動した日本の歌人。1930年より広島で短歌結社「真樹」（しんじゅ）を主宰。日本歌人クラブ中国地区幹事や、広島県歌人クラブ会長も務めた。「真樹」の活動で第2回（1981年度）広島文化賞を受賞。短歌の理念として「内面客観」の理論を唱えた。

## 略歴
1902年、長崎県北高来郡小栗村（現・諫早市小栗）生まれ。土師野尾（はじのお）尋常高等小学校および同高等科を卒業。1917年ごろ、「アララギ」に入会。
1924年、帝国通信社東京本社に入社。同時期より尾上柴舟に師事する。1928年、第一歌集『萱原』（かやはら）を刊行。同年、田中紀代子と結婚。
1929年1月、帝国通信社の岡山支局長になるが、3月に同局が閉鎖。4月、中国新聞社に入社する。翌1930年に広島で、月刊の歌誌『処女林』を創刊。1931年に『新樹』に改題、1932年には現行の『真樹』（しんじゅ）に改題した。
1945年8月6日、広島で被爆し、長男を亡くす。このときの家族の凄絶な体験を山本は、被爆の半年後に発表した「幻」（別題「浄土に羊羹はあるの？」）という小文に綴っている。また、被爆体験に関連して詠んだ短歌は、没後に編纂された『閃光 : 原爆歌集』（1998年）にまとめられている。
1946年8月6日、広島で児童雑誌『ぎんのすず』が創刊されると、山本も執筆陣に名を連ねた。
1946年8月9日　中国新聞社が被爆1周年に合わせて募集した「歌謡ひろしま」の歌詞に、妻の山本紀代子名義で応募し入選。8月9日付の中国新聞紙上で発表された。作曲は古関裕而。この歌は発表後レコードなどにならなかったため、長く忘れ去られたままであった。＝＞2020年を参照。
1950年、福山市の「広島原爆記念会」が企画した原爆焼に山本の短歌が書かれた。この原爆焼も存在が忘れられていたが、2016年に発見された。
1957年10月、中国新聞社を定年退職。
1961年、妻の紀代子が死去。翌1962年、原田節子と再婚した。節子ものちに山本節子の名で第一歌集『三つの珠』（1968年）、『慰霊 : 原爆歌集』（1998年）などを上梓している。
1983年5月30日、80歳で死去。康夫が50年にわたって主宰した短歌結社「真樹」は、康夫の死後、妻の山本節子が第二主幹となった。その後、娘の山本光珠が主幹を務める。
2020年、1月3日付『中国新聞』が1946年8月9日の「歌謡ひろしま」の記事を発掘し報道した。2020年上期のNHK連続テレビ小説「エール」が作曲家の古関裕而をモデルにしていることも相まって、NHK広島放送局が5月19日の「お好みワイド広島」で取り上げ、曲を紹介した。さらに10月30日には「よみがえる幻の歌 古関裕而 歌謡ひろしま」という特別番組を放送（広島放送局のみ。11月17日未明にNHK－BS1で全国放送）した。同番組の取材により、1946年当時、自分が勤務していた新聞社の歌詞募集に本名で応募するのはまずいという判断で、妻の紀代子名義で応募したという事実が明らかになった。

## 著書

### 歌集
- 萱原（かやはら） （燭台叢書1、常夏荘、1928年）
- 真清水 : 相聞歌集 （吾妹叢書10、猟人荘、1932年) - 妻・山本紀代子（1961年没）との共著
- 薫日 （真樹叢書5、真樹社、1937年）
- 比婆山（ひばやま） （真樹叢書11、真樹社、1942年） - 遠藤正人との共著
- 麗雲 : 山本康夫第五歌集  （真樹叢書12、真樹社、1947年） - 妻・山本紀代子の短歌も収録
- 朝心抄 : 山本康夫第六歌集 （真樹叢書13、真樹社、1948年）
- 槇の実 : 山本康夫第七歌集 （真樹叢書17、真樹社、1953年）
- 広島新象 : 山本康夫第八歌集 （真樹叢書23、真樹社、1959年）
- 秋光 : 山本康夫第九歌集 （真樹叢書29、真樹社、1964年）
- 生命賛歌 : 山本康夫第十歌集 （真樹叢書37、真樹社、1968年）
- まきのや抄 : 山本康夫第十一歌集 （真樹叢書60、真樹社、1976年6月）
- 樹の遠景 : 山本康夫第十二歌集 （真樹叢書70、真樹社、1979年5月）

没後に編纂された歌集
- 山本康夫全歌集 （山本康夫全歌集刊行委員会編、短歌新聞社、1988年8月）
- 閃光 : 原爆歌集 （真樹叢書130、真樹社、1998年8月）

### 歌論集
- 短歌読本 （真樹叢書3、真樹社、1933年）
- 短歌新講 （真樹叢書9、真樹社、1940年）
- 短歌の真実 （真樹叢書19、真樹社、1954年）
- 歌話と随想 （真樹叢書30、真樹社、1965年）
- 短歌の解明 （真樹叢書85、真樹社、1982年）

## 雑誌への寄稿等
随筆
- 生命の凝視から溢るるもの （『歌と観照』1969年10月号、歌と観照社） - 岡山巌追悼文
- 原爆被爆都広島に生きて （『短歌現代』1978年8月号、短歌新聞社）
- 郷土の大歌人中村憲吉 （『ひろしまの観光』70号、みづま工房、1981年）